# Csepel autóbusz-állomás
A Csepel autóbusz-állomás egy budapesti helyközi autóbusz-állomás a csepeli Vermes Miklós utcában, melyet a Volánbusz üzemeltet. Az állomásról induló helyközi járatok a Csepel-sziget települései felé közlekednek. Néhány járat a Szent Imre téri BKK buszvégállomásról indul.

## Megközelítése tömegközlekedéssel
- HÉV:
- Autóbusz:  35, 36, 38, 38A, 71, 138, 148, 151, 152, 159, 179, 238, 278
- Éjszakai busz:  938, 948, 979, 979A
- Elővárosi busz:  673, 674, 675, 676, 688, 690